# Pulastja
Pulastja (dewanagari फुलस्त्य, trl. pulastya, ang. Pulastya) – jeden z synów Brahmy, starożytny natchniony mędrzec indyjski (ryszi - dewanagari ऋषि, trl. ṛṣi, ang. rishi). Uważany jest za wielki autorytet w zakresie jogi. To on objawił tajemnice Wamanapurany maharsziemu Naradzie.

## Rodzina i postacie powiązane

### Pochodzenie
- Zgodnie z Wisznupuraną[2] i Kurmapuraną[3] oraz naukami Guru adźapajogi[4] mędrzec Pulastja jest jednym z dziewięciu, stworzonych przez Brahmę w pierwszej manwantarze, wielkich starożytnych mędrców zwanych nawabrahmarszimi (dziewięcioma brahmarszimi). Pozostałych ośmiu to: Marići, Bhrygu, Angiras, Pulaha, Kratu, Daksza, Atri i Wasisztha.
- Pulastja jest jednym z pradźapatich (dewanagari प्रजापति, trl. prajāpati, ang. Prajapati, tłum. pan stworzeń, praojciec ludzkości) oraz manasaputra - zrodzonym z umysłu Brahmy. Brahma po prostu powołał go do istnienia swoim pragnieniem, aby towarzyszył mu w procesie tworzenia.
- W Puranach można odnaleźć podania, iż Pulastja narodził się w cudowny sposób z uszu Brahmy[5][6].

### Żony i potomstwo
Starożytne hinduskie teksty wspominają, że Pulastja miał cztery żony:
- Według Bhagawatapurany była to Hawirbhu (dewanagari हविर्भू, trl. havirbhū, ang. Havirbhu) jedną z dziewięciu córek Kardamy muniego (dewanagari कर्दम, trl. kārdama) oraz jego żony Dewahuti (dewanagari देवहूति, trl. devahūti, ang. Devahuti. Hawirbhu urodziła mu dwóch synów: jeden to słynny mędrzec (ryszi) Agastja (dewanagari अगस्त्य, trl. āgastya, ang. Agastya), który w nstępnym wcieleniu znany był jako Dahragni lub Dźatharagni (dewanagari दह्राग्नि / जठराग्नि, trl. dahrāgni / jaṭharāgni ang. Dahragni / Jatharagni), a drugi syn to wielki asceta ryszi Wiśrawa (dewanagari विस्राव, trl. visrāva, ang. Vishrava)[7]. Wiśrawa miał dwie żony. Pierwszą jego żoną była córka maharysziego Bharadwaji (dewanagari भारद्वाज, trl. bhāradvāja, ang. Bharadvaja) o imieniu Ilavida (zwana również Idawida, Ilavila, Ilabila) (dewanagari इलविद, trl. ilavida, ang. Ilavida), siostra rysziego Gargi (dewanagari गार्ग, trl. gārga, ang. Garga), która urodziła Wiśrawie syna o imieniu Kubera (mitologiczny władca Lanki, bóg bogactw, król Jakszasów). Drugą żoną była księżniczka asurów o imieniu Kaikasi (zwana również Kaikesi, Kekasi lub Keśini) (dewanagari कैकसी, trl. kaikasī, ang. Kaikesi) (córka króla asurów Sumali i królowej Thataka), która stała się matką trzech synów, demonicznych rakszasów Rawany, Wibhiszany, Kumbakarny i córki Śurpanaki. Męrzec Pulastja był więc dziadkiem boga bogactw Kubery i znanych z Ramajany rakszasów[8].
- Według Wajupurany była to Priti (dewanagari प्रीति, trl. prīti, ang. Priti) z którą mędrzec Pulastja miał trzech synów Dattoli lub (Dattoni, Dattori, Dattobhi, Dattokti, Dantoli, Dantobhi, Dambholi) (dewanagari दत्तोलि, trl. dattoli, ang. Dattoli), Wedabahu (dewanagari वेदबाहु, trl. vedabāhu, ang. Vedabahu) i Winita (dewanagari विनीत, trl. vinīta, ang. Vinita) i jedną córkę Sadwati, która została żoną Agniego.
- Według Wisznupurany była to, podobnie jak według Wajupurany, Priti jednakże istnieje istotna rozbieżność pomiędzy tymi źródłami co do potomstwa mędrca Pulastji i Priti. Wisznupurana podaje, iż ich potomkiem był mędrzec Agastja znany z poprzedniego wcielenia w swajambhuwa manwantarze jako Dattoli[9].
- Według Mahabharaty żonami były Sandhya (dewanagari सन्ध्या, trl. sandhyā, ang. Sandhyā) i Pratici (dewanagari प्रतीची, trl. pratīcī, ang. Pratici).

Jak widać z powyższego opisu istnieje rozbieżność w puranicznych źródłach czy synem Pulastji był Agastja znany z poprzedniego wcielenia jako Dattoli, czy też odwrotnie Dattoli znany z poprzedniego wcielenia jako Agastja. Źródła są natomiast zgodne iż jest to ta sama postać w różnych inkarnacjach.

## Recepcja w literaturze religijnej
- Kiedy ryszi Paraśara (dewanagari पाराशर, trl. pārāśara, ang. Parashar, tłum. niszczyciel) wykonywał wielką jadźńę, której celem było wyeliminowanie rakszasów, Pulastja poprosił go, aby zaprzestał tej ofiary. Za radą swojego dziadka Wasiszthy ryszi Paraśara zaakceptował prośbę Pulastji i wstrzymał swoją jadźńę[11]. Wówczas Pulastja pobłogosławił mu i ujawnił sekretną wiedzę o śastrach.
- Mędrzec Pulastja, otrzymawszy od swojego ojca Brahmy Wisznupuranę, przekazał ją rysziemu Paraśarze, który następnie udostępnił ją ludzkości[1].
- Mahabharata i Śiwapurana wspominają, iż Pulastja jest jednym z saptarszich.

## Astrologia indyjska
| Saptarszi | Oznaczenie Bayera | Tradycyjna nazwa zachodnia |
| --------- | ----------------- | -------------------------- |
| Kratu     | α UMa             | Dubhe                      |
| Pulaha    | β UMa             | Merak                      |
| Pulastja  | γ UMa             | Phecda                     |
| Atri      | δ UMa             | Megrez                     |
| Angiras   | ε UMa             | Alioth                     |
| Wasisztha | ζ UMa             | Mizar                      |
| Marići    | η UMa             | Alkaid                     |

Asteryzm Wielkiego Wozu

Astrologia indyjska przypisuje gwiazdom układu Wielkiego Wozu imiona poszczególnych saptarszich. Dlatego układ tych gwiazd często nazywany jest Saptarszi Mandala (dewanagari मण्डल, trl. maṇḍala, tłum. symbol). "Przednie koło" wozu według tejże astrologii opisywana jest jako Pulastja, a według astrologii zachodniej jako Phecda.

## Recepcja w nurtach hinduistycznych

### Adźapajoga

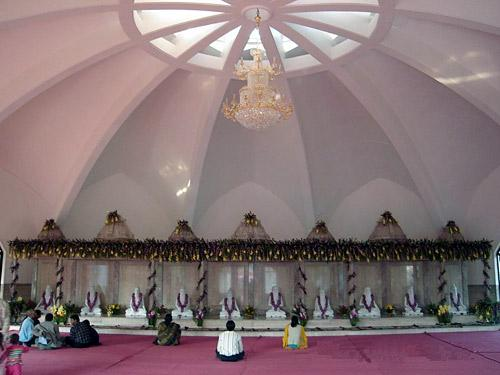
Wnętrze Świątyni Dziewięciu Brahmarszich w aśramie adźapajogi w Jamshedpurze w Indiach.

- Z pomocą siddhi, nabytych dzięki intensywnej medytacji Pulastja, jest zawsze zaangażowany w dobro ludzkości. Bez względu na to, jaki pokój i harmonia panują dzisiaj, panują one dzięki błogosławieństwu dobrotliwego Pulastji[1].
- Guru adźapajogi nauczają, iż technika praktyki jogi zwanej adźapą wywodzi się od dziewięciu synów Brahmy zwanych nawabrahmarszimi. Zgodnie z tą tradycją jednym z brahmarszich jest Pulastja. Wszyscy ci brahmarszi biorą udział w kreacji wszechświata i otaczają go swoją opieką. Mając na uwadze powyższe aspekty Guru Janardan Paramahansa, około roku 1970, postanowił stworzyć świątynię ku ich czci. Wizja Guru Janardana została zrealizowana w 1976 roku. Na terenie aśramu adźapajogi w Dimna[14] koło Jamshedpur w Indiach, powstała pierwsza na świecie świątynia poświęcona wszystkim dziewięciu brahmarszim. Następca Guru Janardana, Guru Prasad Paramahansa, około 2001 roku postanowił dokonać przebudowy istniejącej świątyni. Uroczyste otwarcie odnowionej świątyni nastąpiło w dniu 24 grudnia 2006 roku, jest ona wzorowana w swoim wyglądzie na świątyni w Siddhaśramie (dewanagari सिद्धाश्रम, trl. siddhāśrama)[4]. Świątynia ta zwana jest Rishi Mandir czyli Świątynia Ryszich.